# Campeonato Mundial de Ajedrez 1975
El Campeonato Mundial de Ajedrez 1975 nunca fue jugado debido a una disputa del formato del match. El campeón defensor Bobby Fischer de los Estados Unidos tenía que jugar contra el retador Anatoli Kárpov de la Unión Soviética en Manilla, empezando el 1 de junio de 1975.
Fischer se negó a jugar al formato de "Mejor de 24 juegos", y pidió que se juegue con el estilo viejo "Primero en ganar x partidas". Como compromiso, la FIDE ofreció un formato de "Mejor de x juegos y ganar y partidas", pero luego, Fischer pidió que retuviera el título si el puntaje llegara a 9-9. La FIDE no concedió esta ventaja. Fischer no respondió, así que Karpov fue nombrado Campeón Mundial número 12 por default el 3 de abril de 1975.

## Torneo de Candidatos
El Torneo de Candidatos fue jugado con el sistema de eliminación directa. Para clasificar a las semifinales, se debían ganar 3 partidas, sin contar los empates. Las siguientes rondas fueron jugadas con el formato de que se debían ganar 4 partidas. La final constaba de un límite de 24 partidas, que Karpov ganó 3-2 con 19 empates, ganando el derecho de desafiar a Fischer.
|  | Cuartos de final                     | Cuartos de final                     |                  |                 | Semifinales                      | Semifinales                      |  |                | Final                                      | Final                                      |  |
|  | 14 de enero al 17 de febrero de 1974 | 14 de enero al 17 de febrero de 1974 |                  |                 | 9 de abril al 20 de mayo de 1974 | 9 de abril al 20 de mayo de 1974 |  |                | 16 de setiembre al 23 de noviembre de 1974 | 16 de setiembre al 23 de noviembre de 1974 |  |
|  |                                      |                                      |                  |                 |                                  |                                  |  |                |                                            |                                            |  |
|  |                                      |                                      |                  |                 |                                  |                                  |  |                |                                            |                                            |  |
|  | Anatoli Kárpov                       | 3                                    |                  |                 |                                  |                                  |  |                |                                            |                                            |  |
|  | Anatoli Kárpov                       | 3                                    |                  |                 |                                  |                                  |  |                |                                            |                                            |  |
|  | Lev Polugayevski                     | 0                                    |                  |                 |                                  |                                  |  |                |                                            |                                            |  |
|  | Lev Polugayevski                     | 0                                    |                  | Anatoli Kárpov  | 4                                |                                  |  |                |                                            |                                            |  |
|  |                                      |                                      |                  | Anatoli Kárpov  | 4                                |                                  |  |                |                                            |                                            |  |
|  |                                      |                                      | Boris Spassky    | 1               |                                  |                                  |  |                |                                            |                                            |  |
|  | Boris Spassky                        | 3                                    | Boris Spassky    | 1               |                                  |                                  |  |                |                                            |                                            |  |
|  | Boris Spassky                        | 3                                    |                  |                 |                                  |                                  |  |                |                                            |                                            |  |
|  | Robert Byrne                         | 0                                    |                  |                 |                                  |                                  |  |                |                                            |                                            |  |
|  | Robert Byrne                         | 0                                    |                  |                 |                                  |                                  |  | Anatoli Kárpov | 3                                          |                                            |  |
|  |                                      |                                      |                  |                 |                                  |                                  |  | Anatoli Kárpov | 3                                          |                                            |  |
|  |                                      |                                      | Víktor Korchnói  | 2               |                                  |                                  |  |                |                                            |                                            |  |
|  | Víktor Korchnói                      | 3                                    | Víktor Korchnói  | 2               |                                  |                                  |  |                |                                            |                                            |  |
|  | Víktor Korchnói                      | 3                                    |                  |                 |                                  |                                  |  |                |                                            |                                            |  |
|  | Henrique Mecking                     | 1                                    |                  |                 |                                  |                                  |  |                |                                            |                                            |  |
|  | Henrique Mecking                     | 1                                    |                  | Víktor Korchnói | 3                                |                                  |  |                |                                            |                                            |  |
|  |                                      |                                      |                  | Víktor Korchnói | 3                                |                                  |  |                |                                            |                                            |  |
|  |                                      |                                      | Tigran Petrosian | 1 (ab.)         |                                  |                                  |  |                |                                            |                                            |  |
|  | Tigran Petrosian                     | 3                                    | Tigran Petrosian | 1 (ab.)         |                                  |                                  |  |                |                                            |                                            |  |
|  | Tigran Petrosian                     | 3                                    |                  |                 |                                  |                                  |  |                |                                            |                                            |  |
|  | Lajos Portisch                       | 2                                    |                  |                 |                                  |                                  |  |                |                                            |                                            |  |
|  | Lajos Portisch                       | 2                                    |                  |                 |                                  |                                  |  |                |                                            |                                            |  |
|  |                                      |                                      |                  |                 |                                  |                                  |  |                |                                            |                                            |  |

### Cuartos de final
El que obtenga primero 3 victorias avanza a las semifinales.
| Jugador          | 1 | 2 | 3 | 4 | 5 | 6 | 7 | 8 | Total (Vic) |
| ---------------- | - | - | - | - | - | - | - | - | ----------- |
| Anatoli Kárpov   | ½ | ½ | ½ | 1 | ½ | 1 | ½ | 1 | 5½ (3)      |
| Lev Polugayevski | ½ | ½ | ½ | 0 | ½ | 0 | ½ | 0 | 2½ (0)      |

| Jugador       | 1 | 2 | 3 | 4 | 5 | 6 | Total (Vic) |
| ------------- | - | - | - | - | - | - | ----------- |
| Boris Spassky | ½ | ½ | 1 | 1 | ½ | 1 | 4½ (3)      |
| Robert Byrne  | ½ | ½ | 0 | 0 | ½ | 0 | 1½ (0)      |

| Jugador          | 1 | 2 | 3 | 4 | 5 | 6 | 7 | 8 | 9 | 10 | 11 | 12 | 13 | Total (Vic) |
| ---------------- | - | - | - | - | - | - | - | - | - | -- | -- | -- | -- | ----------- |
| Víktor Korchnói  | ½ | ½ | ½ | ½ | 1 | ½ | 1 | ½ | ½ | ½  | ½  | 0  | 1  | 7½ (3)      |
| Henrique Mecking | ½ | ½ | ½ | ½ | 0 | ½ | 0 | ½ | ½ | ½  | ½  | 1  | 0  | 5½ (1)      |

| Jugador          | 1 | 2 | 3 | 4 | 5 | 6 | 7 | 8 | 9 | 10 | 11 | 12 | 13 | Total (Vic) |
| ---------------- | - | - | - | - | - | - | - | - | - | -- | -- | -- | -- | ----------- |
| Tigran Petrosian | ½ | ½ | ½ | ½ | 1 | ½ | ½ | ½ | 1 | 0  | ½  | 0  | 1  | 7 (3)       |
| Lajos Portisch   | ½ | ½ | ½ | ½ | 0 | ½ | ½ | ½ | 0 | 1  | ½  | 1  | 0  | 6 (2)       |

### Semifinales
El que obtenga primero 4 victorias avanza a la final.
| Jugador        | 1 | 2 | 3 | 4 | 5 | 6 | 7 | 8 | 9 | 10 | 11 | Total (Vic) |
| -------------- | - | - | - | - | - | - | - | - | - | -- | -- | ----------- |
| Anatoli Kárpov | 0 | ½ | 1 | ½ | ½ | 1 | ½ | ½ | 1 | ½  | 1  | 7 (4)       |
| Boris Spassky  | 1 | ½ | 0 | ½ | ½ | 0 | ½ | ½ | 0 | ½  | 0  | 4 (1)       |

| Jugador          | 1 | 2 | 3 | 4 | 5 | Total (Vic) |
| ---------------- | - | - | - | - | - | ----------- |
| Víktor Korchnói  | 1 | ½ | 1 | 0 | 1 | 3½ (3)      |
| Tigran Petrosian | 0 | ½ | 0 | 1 | 0 | 1½ (1)      |

### Final
El que obtenga 5 victorias en 24 juegos obtiene el derecho a jugar contra Fischer por el Campeonato Mundial. En caso de que en 24 partidas no se llegase al objetivo de 5 victorias, el que tenga más puntuación acumulada gana.
| Jugador         | 1 | 2 | 3 | 4 | 5 | 6 | 7 | 8 | 9 | 10 | 11 | 12 | 13 | 14 | 15 | 16 | 17 | 18 | 19 | 20 | 21 | 22 | 23 | 24 | Total (Vic) |
| --------------- | - | - | - | - | - | - | - | - | - | -- | -- | -- | -- | -- | -- | -- | -- | -- | -- | -- | -- | -- | -- | -- | ----------- |
| Anatoli Kárpov  | ½ | 1 | ½ | ½ | ½ | 1 | ½ | ½ | ½ | ½  | ½  | ½  | ½  | ½  | ½  | ½  | 1  | ½  | 0  | ½  | 0  | ½  | ½  | ½  | 12½ (3)     |
| Víktor Korchnói | ½ | 0 | ½ | ½ | ½ | 0 | ½ | ½ | ½ | ½  | ½  | ½  | ½  | ½  | ½  | ½  | 0  | ½  | 1  | ½  | 1  | ½  | ½  | ½  | 11½ (2)     |